# Cerro Jankho Willkhi
Cerro Jankho Willkhi är ett berg i Bolivia.   Det ligger i departementet Oruro, i den sydvästra delen av landet, 400 km väster om huvudstaden Sucre. Toppen på Cerro Jankho Willkhi är 4 319 meter över havet.
Terrängen runt Cerro Jankho Willkhi är huvudsakligen kuperad. Trakten runt Cerro Jankho Willkhi är nära nog obefolkad, med mindre än två invånare per kvadratkilometer.. Närmaste större samhälle är La Rivera, 18,3 km söder om Cerro Jankho Willkhi. 
Omgivningarna runt Cerro Jankho Willkhi är i huvudsak ett öppet busklandskap.